# رویاس
رویاس (به اسپانیایی: Rois) یکی از دهستان‌های اسپانیا است.

## خصوصیات
رویاس ۹۳ کیلومترمربع مساحت و ۵٬۱۲۲ نفر جمعیت دارد.